# Hårsprej

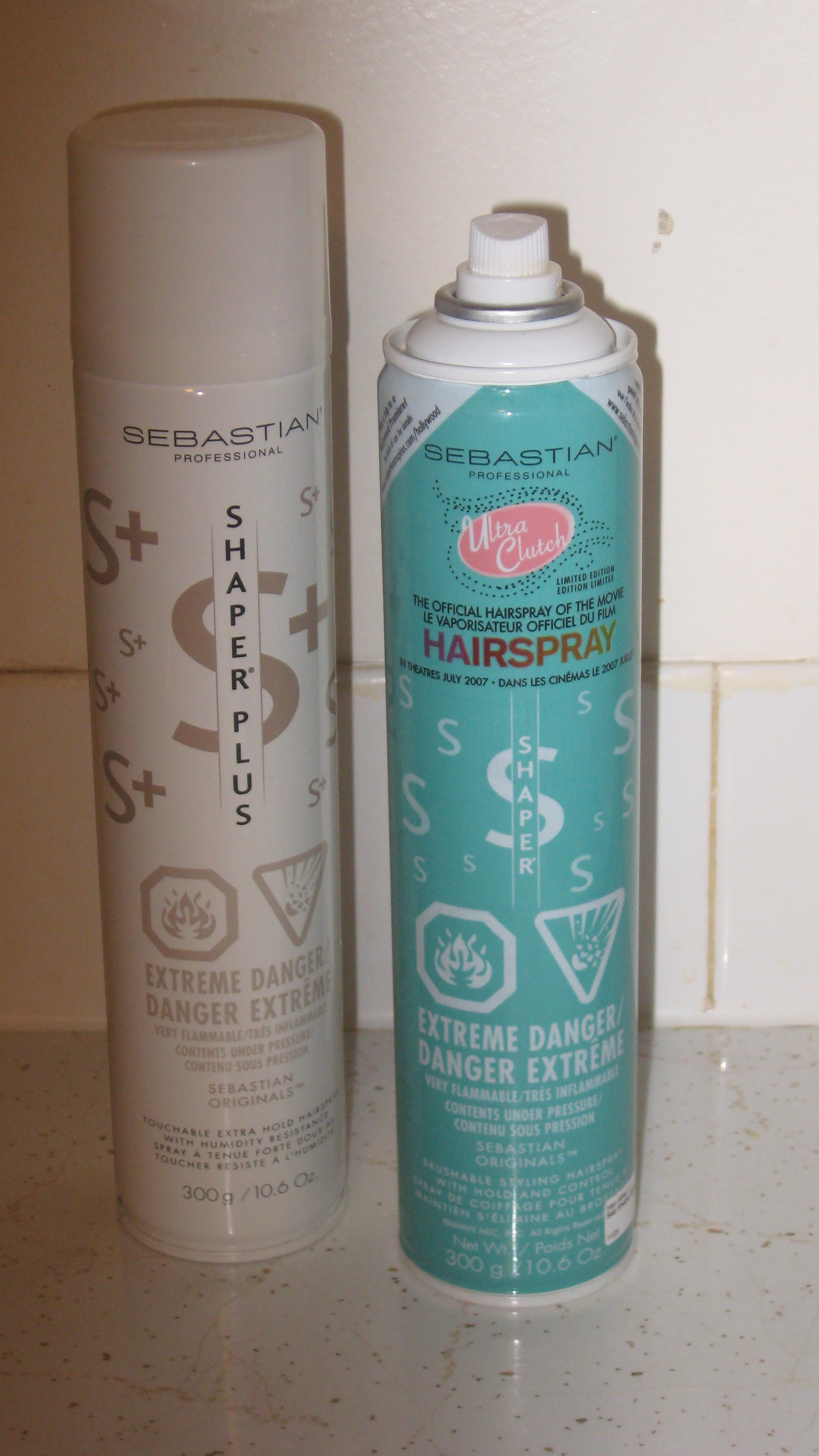
Hårsprej

Hårsprej (även hårspray) används för att fixera en färdig frisyr i en viss form för att få den att bibehålla sitt utseende längre. Hårsprej finns på sprejburk och sprutas vanligtvis mot håret från ett avstånd av ungefär 30 centimeter.